# Тарковський Андрій Арсенійович
Андрі́й Арсе́нійович Тарко́вський (4 квітня 1932, с. Завражжя, Івановська область, РРФСР — 29 грудня 1986, Париж, Франція) — радянський актор, кінорежисер і сценарист українського походження. Син поета Арсенія Тарковського, онук українського письменника Олександра Тарковського, внучатий племінник дружини драматурга Івана Карпенка-Карого (Тобілевича) акторки Надії Тарковської. Народний артист РРФСР.

## Життєпис

### Родина
Народився Андрій Арсенійович 4 квітня 1932 року в селі Завраж'є, поблизу міста Юр'євець, тоді Івановської області (тепер це село у складі Кадийського району Костромської області), батько — відомий радянський поет Арсеній Тарковський, народжений у Єлисаветграді (Кропивницький), Україна, виходець із давнього шляхетського роду.
Дід режисера Андрія Тарковського, Олександр Карлович Тарковський (1862—1924) — український прозаїк, поет, перекладач і громадський діяч. З восьми років жив і виховувався в сім'ї рідної сестри, української актриси Надії Карлівни Тарковської та її чоловіка, драматурга і корифея українського театру Івана Карпенка-Карого, які після смерті батьків з 1870 року були його офіційними опікунами. Згодом був заарештований разом із сестрою Надією, тобто дружиною Карпенка-Карого, за те, що в 1880 році звернулися з листом на підтримку української мови до історика Миколи Костомарова: «Батьку ! За Вами все: і давня слава, і дотепність, і розум, і наука, поговоріть же там тепер з московськими письменниками… що пора знять з нас покуту мовчки кусать пальці, що ми люди, а не мужики тілько, що пора нам мати своє друковане слово без заборону, що й освіту в народних школах слід дозволити на народній мові…» .
Мати — Марія Іванівна Вишнякова — належала до дворянського роду Дубасових, теж писала вірші і познайомилася з майбутнім чоловіком у Москві на Вищих літературних курсах. Шлюб швидко розпався (1935), оскільки Арсеній Тарковський пішов із сім'ї. Мати пішла працювати в друкарню, де працювала все своє життя. Андрій ріс у тяжкій ситуації безбатченка, помноженій на голод і тягар війни. Це деякою мірою викликало в нього комплекс сирітства, який відчувається в автобіографічному фільмі «Дзеркало» (1974).

### Пошуки себе і навчання
Андрій довго шукав себе, своє покликання. Мати віддала хлопця в художню школу, потім у музичну, бо бачила сина музикантом. Пошуки себе привели Андрія в Інститут східних мов. Через рік він покинув навчання, поїхав у тайгу, геологом. Потім раптом вступив на престижний режисерський факультет московського ВДІКа (ВГИКа), витримавши величезний конкурс у майстерню Михайла Ромма. Його однокурсниками були В. Шукшин, О. Мітта.
Під час навчання в інституті він створив кілька короткометражних фільмів: «Вбивці» (1957, за однойменним оповіданням Е. Гемінґуея), «Сьогодні відпустки не буде» (1958, за оригінальним сценарієм).
У 1960 році Тарковський закінчив ВДІК (ВГИК) на відмінно.

### Перші кінороботи
Його дебют приголомшив тодішній кіносвіт. Дипломна робота режисера-початківця, короткометражка «Коток і скрипка», на Нью-Йоркському фестивалі студентських фільмів у 1961 році отримала головний приз. Потім він працював на кіностудії «Мосфільм». Андрій Тарковський — автор і співавтор сценаріїв «Антарктида — далека країна», «Один шанс з тисячі», «Гофманіана», «Бережися! Змій!», знявся у фільмах «Мені 20 років», «Сергій Лазо».

### Етапний твір— «Іванове дитинство».
Світову популярність 29-річному Андрію Тарковському принесла вже перша його повнометражна робота — «Іванове дитинство», за мотивами військової розповіді Володимира Богомолова «Іван». Пронизливо-трагічна історія про підлітка, який потрапив на фронт з її контрастним зіставленням теплого світу дитинства і трагічних реалій війни, викликала справжню сенсацію у світовому кіно. Цей фільм удостоєний багатьох престижних кінематографічних премій, зокрема «Золотого лева» XXIII Венеційського фестивалю, золотий приз в Акапулько, золото в Сан-Франциско. Тарковський зняв свій перший шедевр «Іванове дитинство» за п'ять місяців, змінивши весь акторський склад, оператора і композитора, заощадивши 24 тисячі рублів. 11 серпня фільм був завершений. Сам великий метр радикальної культури Жан-Поль Сартр дав дебютанту гарну рецензію, а міністр культури Катерина Фурцева привітала студію з перемогою.
Натурні зйомки кінострічки зроблені в Україні.

### Микола Гринько та Андрій Тарковський
Серед акторів, запрошених до створення кінострічки «Іванове дитинство» — Микола Гринько (1920—1989) з міста Київ. Тарковський мав особливість — якщо вважав актора талановитим і близьким до своїх мистецьких позицій, запрошував до створення і нових своїх кінокартин. Подібну честь отримав і Микола Гринько, якого мало і неохоче знімали на студії імені Довженка. Гринько зіграв також в кінострічках Тарковського «Соляріс», «Сталкер», «Андрій Рубльов».

### «Андрій Рубльов»
Життя і твори великого іконописця стали поштовхом для роздумів Тарковського про долю творчої особистості в Росії. Створенню фільму передувала довга і копітка праця вивчення документів і реалій далекого початку XV століття. Тарковському вистачило сміливості в межах утисків тогочасної цензури звернутися до життєпису церковного художника і затвердити на головну роль невідомого провінційного актора — Анатолія Солоніцина.
Документальних свідоцтв про життя Рубльова збережено дуже мало. Тому повного і логічного відтворення біографії ченця-іконописця в фільмі нема. Кінострічка складена із декількох епізодів життєпису митця з яскравим відтворенням тогочасних подій і можливих зіткнень Рубльова з різними верствами населення. Головний герой дорослішає і мужніє в своєму прагненні прислужитися народу і зберегти талановитих нащадків, мало потрібних і владі, і пригніченим невігласам — сучасникам.
Офіційні установи сприйняли фільм несхвально, закидаючи кінорежисеру звинувачення в наклепі на російську історію, яка, нібито, ніяк не могла бути жорстокою і настояною на зрадах і злочинах. Історичні документи, покладені Тарковським в основу відтворення подій стрічки, ігнорувалися (пограбування міста Володимир, катування економа, співпраця московитських князів з монголо-татарами тощо). Фільм Тарковського від нищівної критики врятували занадто віддалені події, непрестижний для влади іконописець і незнання власної історії в СРСР широкими верствами влади і населення.
Надалі всі картини Тарковського ставали помітними подіями культурного життя країни, роблячи вплив на духовний розвиток суспільства. Картина «Пристрасті за Андрієм» з Анатолієм Солоніциним в головній ролі, вийшла в прокат 1971 року зі скороченнями під назвою «Андрій Рубльов». Пізніше кінострічка визнана серед 10 найкращих фільмів в історії кіно.

### Новий етап творчості

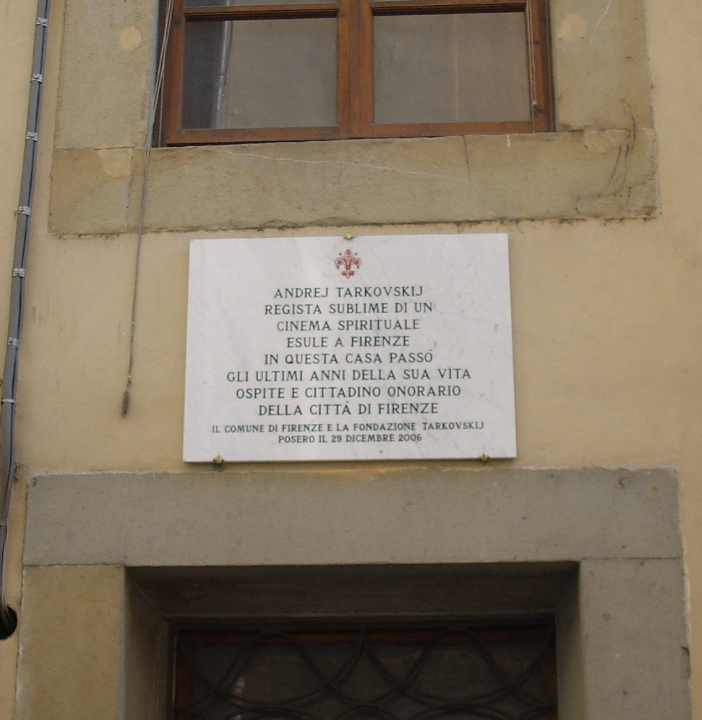
Пам'ятна дошка на будинку в Флоренції, де жив А. Тарковський.

Особливе місце в творчості режисера займають стрічки, поставлені ним за книгами видатних сучасних фантастів — Станіслава Лема і братів Стругацьких: «Соляріс» і «Сталкер». Поклавши ці твори в основу своїх фільмів, Андрій Тарковський філософськи переосмислив їх, додавши їм нового звучання. А між цими фільмами він зняв автобіографічну картину «Дзеркало».
Тарковський здійснив дві театральні постановки: в 1972 році — виставу за п'єсою В. Шекспіра «Гамлет» в московському Ленкомі, і в 1983 році — пушкінський «Борис Годунов» в Лондоні на сцені «Ковент Гарден».

### Кінострічка «Ностальгія»
У 1982 році режисер виїхав до Італії, де створив кінострічку «Ностальгія», з Олегом Янковським у головній ролі, про російського поета, який помер в Італії від туги за батьківщиною. У переживаннях головного героя, відірваного від рідного коріння, практично «дзеркально» відбився його власний стан душевної гіркоти і відчаю. Перед цим Тарковський створив документальний фільм «Час подорожей», який зображає враження режисера від Італії.
В одному з інтерв'ю режисер пояснював свій задум так: «Я хотів розказати про російську форму ностальгії — про той типовий для нашої нації стан душі, який охоплює нас, росіян, коли ми знаходимося далеко від батьківщини. У цьому я бачив — якщо хочете — свій патріотичний обов'язок, так, як я його сам відчуваю і розумію. Я хотів розказати про схожий на долю зв'язок росіян зі своїми національним корінням, зі своїм минулим і своєю культурою, своєю землею, друзями і рідними, про той глибинний зв'язок, від якого вони не можуть відмовитися все своє життя — куди б не закинула їх доля…»

### В Італії
З 1982 року він виїхав за кордон працювати, а в 1984 року емігрував із СРСР.
Прагнучи душевного спокою і затишку в Італії, Тарковський купив маленький двоповерховий будинок з трьома кімнатами в маленькому містечку Сан-Грегоріо, розташованому в гористій місцевості за сорок кілометрів від Рима. Ця будівля, відокремлена від містечка парком, стояла над глибоким яром і була повністю покинутою: вибиті вікна і двері, на підлозі сліди від багаття, в порожніх кімнатах шелестів торішнім листям вітер… Тарковський сам зробив креслення для перебудови дому, виявивши талант архітектора; потім почалися великі труднощі. Крім грошей, яких завжди не вистачало, був потрібен дозвіл архітектурного управління на перебудову. Після довгих зусиль дозвіл був отриманий, але… На той час Тарковський уже розпочав зйомки «Жертвопринесення». Коли фільм був знятий, у режисера знайшли невиліковну хворобу (рак легені).
Фінансовий стан родини Тарковських в Італії був далеко не блискучий. Кінокритик Ема Нері згадує, як одного разу була в гостях у Тарковських разом з Софі Лорен і продюсером Карло Понті. У Тарковських протікав дах і по всій квартирі під цівки води були розставлені каструлі й банки. За браком меблів гості мали сидіти на килимах у щойно отриманій квартирі. Пізніше акторка і продюсер розказували всім, що Андрій вів богемний спосіб життя і що він був хіпі. Іншим разом, коли Тарковського відвідав Марчелло Мастрояні, в квартирі також не було меблів — гості сиділи просто на підлозі, на подушках. «Після цього Мастрояні говорив усім в Італії про мою ексцентричність», — з гумором згадував Андрій цей випадок.
Тарковський був філософом, людиною космічного масштабу. «Я раб, а не пуп Землі, — стверджував Тарковський. — І якщо вільна людина говорить про себе: „Я раб“, - значить він себе зобов'язав служінню. Служити іншій людині, служити Добру, служити Людству — без цього неможливо бути людиною». Тарковський писав: «У мене пристрасть — розглядати героїв у момент їхньої кризи, душевного перелому. Але врешті бачити людину — переможця або принаймні незламаною! Не зважаючи на кризу». Тарковський болісно страждав, бачивши людську недосконалість і разом з тим не погоджувався визнати людину переможеною, безсилою. Він вірив у людину як істинний художник, вірив у відродження і умів збирати для нього людські сили.

### «Жертвопринесення»
Тема особистої жертви найбільший розвиток отримала у фільмі «Жертвопринесення», — його останній роботі. «Все почалося в Берліні, куди нас запросила німецька академія, — говорить про хворобу Андрія Лариса Тарковська. — Він став сильно кашляти; в дитинстві у нього був туберкульоз, він весь час кашляв і тому не звертав на це уваги. Але коли у вересні 1985-го він приїхав у Флоренцію працювати над монтажем „Жертвопринесення“, у нього постійно трималася невелика температура, і це його вже турбувало. Таке відчуття, як при затяжній простуді… Ось у цей момент він і захворів. Але ми ще не здогадувалися…».
Коли прийшла звістка про страшний діагноз, Тарковські знаходилися в складному фінансовому стані. Гроші за «Жертвопринесення», ще не були отримані; медичної страховки не було, а курс лікування вимагав значних коштів — 40 тисяч франків. Тільки одне обстеження коштувало 16 тисяч. Гроші на це дала акторка, росіянка по батькові, Марина Владі. Надалі чоловік Марини Владі професор Леон Шварценберг став лікарем Андрія.

### Книга «Закарбований час»
Андрій працював до останнього дня, зберігаючи абсолютно ясний розум. Заключний розділ книги «Закарбований час» він закінчив за дев'ять днів до смерті. Останні дні він приймав для знеболення морфій («Я пливу», — казав він), але свідомість не затьмарювалась; якась внутрішня енергія допомагала йому завжди бути зібраним. І до останньої години він був у повній свідомості…

### Смерть
Тарковський помер в Парижі, у віці 54 років, 29 грудня 1986 року. Похований на цвинтарі Сент-Женев'єв-де-Буа. На його могилі напис: «Чоловіку, який бачив Ангела» , — і пам'ятник у вигляді семи сходинок, що йдуть вгору.

### Містичні події
Одного разу ще в московській компанії Тарковський брав участь у такій грі: учасникам роздали невеличкі листочки, розкреслені на чотири частини. Відповідаючи на питання, хто такий геній, учасник мав закреслити певну частину на листочку. Тарковський перевернув свій листок на чисту сторону й накреслив хрест.
На спіритичному сеансі Тарковський звертався до духу Пастернака з запитанням, скільки фільмів він зніме. Відповідь була: «Сім». Сім фільмів він і зняв.

### Використання музичних цитат у фільмі «Дзеркало»
Зацікавлення музикою виникло в Андрія Тарковського ще в дитинстві. Сестра режисера — Марина Арсенівна Тарковська, звертає увагу на те, що в дитинстві її брат володів абсолютним слухом і чудовим голосом. Сам Тарковський в одному зі своїх інтерв'ю зазначив, що якби він не став режисером, однозначно обрав би професію диригента.
Цитати з різноманітних музичних творів пронизують майже всі фільми Тарковського та несуть не лише емоційне, але й смислове наповнення.
Великою кількістю цитат рясніє кінострічка Андрія Тарковського «Дзеркало». Це зовсім не випадково, оскільки фільм є автобіографічною картиною, де музика, зі слів самого Тарковського, використовується тут як частина духовного світу ліричного героя. Маестро говорив про свою роботу наступним чином: « В „Дзеркалі“ мені хотілося розказати не про себе, зовсім не про себе, а про свої почуття, пов'язані з близькими людьми, про мої взаємини з ними, про вічне співчуття до них і свою неспроможність стосовно них — про почуття невиконаного обов'язку…»
Титри з'являються не з самого початку кінострічки, а після символічного прологу — зцілення підлітка від заїкання, в якому режисер наголошує на тому, що він тепер може говорити і, ба більше, буде говорити — про Вічність та про себе, про життя і смерть, про сенс людського буття.
В титрах звучить надлюдська, піднесена і безпристрасна Хоральна прелюдія ля-мінор Й. С. Баха. Вона не лише задає певний емоційний тон всієї картини, але й укрупнює образ героя, який щоразу повертається в період свого дитинства, мучиться від усвідомлення провини перед близькими і від неможливості що-небудь виправити.
В контексті фільму Тарковського, Хоральна прелюдія — це подяка за прожите життя, пройдений шлях; політ, витання духа, що піднісся до небес і звідти спостерігає на обітовану землю з почуттям вдячності та співчуття. Цілком не випадково, що вдруге вона звучить в сцені польоту («Сон Матері»), коли мама героя здіймається над землею від любові, що переповнює її серце.
Наступна музична цитата пов'язана з «іспанською сценою» в квартирі автора. Поява національної іспанської музики в «Дзеркалі» більше ніж закономірна, оскільки тема іспанських дітей, що покинули батьківщину через війну, у фільмі тісно пов'язана з темою Матері. Музика в іспанській сцені — це фрагмент відомого фанданго: «Під час плавання я збився зі шляху й на світло твоїх очей вийшов до рідного порту». Тема туги за батьківщиною посилюється завдяки поєднанню кінохроніки з іспанською піснею.
Музична цитата зі Stabat Mater Дж. Б. Перголезі продовжує тему туги за батьківщиною, яка набуває нового сенсу — страждання матері. Цитата з твору Перголезі подібно іспанському фанданго, супроводжує кінохроніку (політ на стратостаті). Stabat Mater Перголезі по праву вважається одним з кращих зразків цього жанру. В контексті фільму цитата набуває особливого звучання: страждання Богоматері біля хреста Божого Сина виступає як прототип страждання всіх матерів Землі.
Наступна музична цитата у фільмі — уривок з опери Г. Персела «Індійська цариця». Вперше цитата з'являється в сцені спогадів героя, коли він, розмовляючи по телефону з сином, подумки повертається до першого романтичного почуття, яке зародилося ще в дитинстві. Музика підсилює ліричний характер. В поєднанні з операторським мистецтвом Георгія Рерберга вона творить диво: ми бачимо курносу рудоволосу дівчинку очима закоханого підлітка. Цікавим вирішенням стає кадрове перетворення неідеального обличчя  дівчинки на обличчя юних італійок епохи Ренесансу. Повторно цей фрагмент звучить в епізоді «Продажу сережок», коли герой, залишившись один в будинку заможної лікарки, пильно вдивляється у своє відображення в дзеркалі. Музика Г. Персела пронизує душу дитини, в якому помітно сильний потяг до прекрасного. Тут же звучить інструментальний фрагмент арії «Кажуть, що ваша могутність…».
Дві останні музичні цитати фільму знову взяті з творів Й. С. Баха. Це «Речитатив Євангеліста» та вступний хор Herr, uncer Herrscher («Бог, Господь наш») з пасіону «Стасті по Іоанну».
Зі свідчень сестри режисера Марини, сцена в Передєлкіно, зокрема приїзд батька з фронту у відпустку, — це реальний епізод з життя сім'ї, який трапився на початку жовтня 1943 року, за декілька місяців до важкого поранення Арсена Олександровича — батька маестро. Певна річ, у фільмі деталі дещо модифіковані: дитяча суперечка, альбом Леонардо да Вінчі; однак головне залишилось незмінним: почувши голос батька, діти стрімголов біжать до нього і припадають до батьківських грудей. Він відвертається, аби не заплакати. Очі матері сповнені слізьми. Батько, що прийшов на побивку з небаченої донині війни, сприймається як воскреслий.
Остання музична цитата звучить у фіналі «Дзеркала». Спочатку А. Тарковський не мав наміру використовувати в цьому епізоді музику Баха. Тривалий час сцена монтувалася під Т. Альбіноні, згодом — під Г. Персела. Однак, в кінцевому результаті його вибір припав на музику Баха, через що фінал кінострічки набув оптимістичного, в духовному сенсі, звучання.
Таким чином, у фільмі «Дзеркало» він не тільки цитує музичного генія, але і сперечається з ним. Бах створив жанр Passion. І Тарковський знімає свої пристрасті. Бах розбив Passion на речитативи (коментарі євангеліста) і хори (поетичне зображення сцен із життя і смерті Христа). І в Баха, і в Тарковського, мова йде про буття перед лицем смерті. Вмирання, як Страшний Суд, на який викликана душа. Олексій — Alter ego режисера і оповідач, існуючий на екрані лише у вигляді голосу Інокентія Смоктуновського і руки самого Тарковського (в кадрі він підкидає над ліжком горобця), — доживає свої останні години. І все, що бачить глядач — сумбур в голові, охопленої агонією. Минуле стовпилося біля узголів'я, — епізоди, низкою проходять перед уявним поглядом героя, докоряють його за помилки і злочини.

## Пам'ять
У 1988 році у Львові відбувся Всесоюзний круглий стіл «Погляд» з проблем філософського кіно, присвячений творчості Андрія Тарковського. У роботі конференції взяли участь понад 300 делегатів — критики, кінознавці, філософи, культурологи, члени його знімальної групи, представники кіноклубів. Це були перші в СРСР і за кордоном читання. На конференції було засновано наукове Товариство Андрія Тарковського, яке існувало до вересня 1991 року. https://kuzin-yurii.livejournal.com/48632.html

## Фільми Тарковського
- 1960 — Коток і скрипка (диплом)
- 1962 — Іванове дитинство
- 1971 — Андрій Рубльов
- 1972 — Соляріс
- 1974 — Дзеркало
- 1979 — Сталкер
- 1983 — Ностальгія
- 1986 — Жертвопринесення

## Друковані твори
- «О кинообразе», 1979, (рос.).
- «Запечатлённое время», 1986 (рос.), у 2011 перекладено українською («Закарбований час»).
- «Мартиролог» 2008 (рос.), посмертне видання щоденників Тарковського.

## Різне

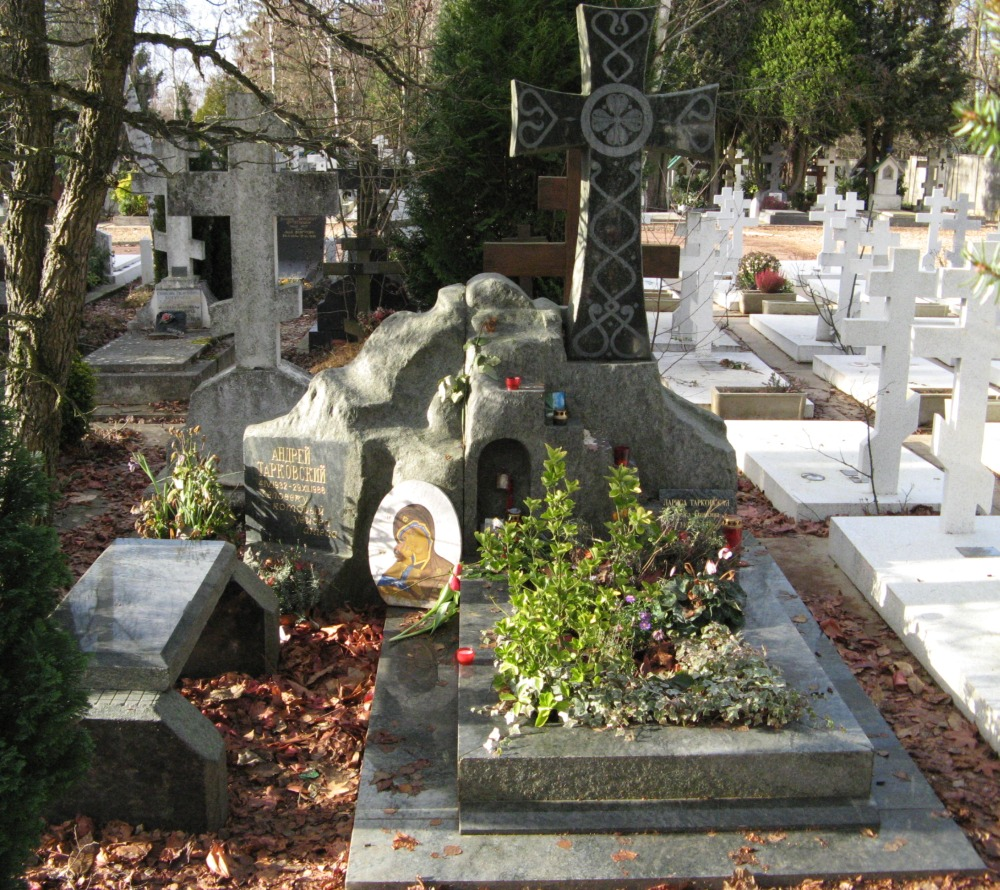
Могила А. Тарковського в Сент Женєв'єв дю Буа

- Про хворого Тарковського жінка-режисер Донателла Баліво зняла документальну кінострічку.
- У провінційному місті Юр'євець облаштовано музей у будинку, де провів дитинство Андрій Тарковський.
- У малому місті Таруса, яке іноді називають російським Барбізоном за надзвичайну кількість талановитих митців, що навідувались сюди, Тарковський побудував домівку, аби жити тут комуною з близькими йому людьми. Комуни не вийшло і сам Тарковський жив тут нечасто. Але він навіть висловив побажання бути похованим в Тарусі після смерті.
- У 1989 році, в період значного послаблення цензури в СРСР, засновано Фонд Андрія Тарковського.
- З 1993 року Московський міжнародний кінофестиваль заснував Премію імені А. Тарковського.
- Існує музей кінорежисера А. Тарковського в місті Флоренція.
- Малій планеті № 3345, яку відкрила астроном Людмила Карачкіна, надано ім'я Андрія Тарковського.
- З 2007 року існує Міжнародний кінофестиваль «Дзеркало» імені Андрія Тарковського в російському місті Іваново.